# Koji Kondo (voetballer)
Koji Kondo (今藤 幸治, Kondo Koji, Kariya, 28 april 1972 – Toyoake, 17 april 2003) was een Japans voetballer die als middenvelder speelde.

## Carrière
Koji Kondo speelde tussen 1991 en 1998 voor Gamba Osaka.

## Japans voetbalelftal
Koji Kondo debuteerde in 1994 in het Japans nationaal elftal en speelde twee interlands.

## Statistieken
| Japans voetbalelftal | Japans voetbalelftal | Japans voetbalelftal |
| Jaar                 | Wed.                 | Dlp.                 |
| -------------------- | -------------------- | -------------------- |
| 1994                 | 2                    | 0                    |
| Totaal               | 2                    | 0                    |